# Castelvenere
Castelvenere é uma comuna italiana da região da Campania, província de Benevento, com cerca de 2.615 habitantes. Estende-se por uma área de 15 km², tendo uma densidade populacional de 174 hab/km². Faz fronteira com Guardia Sanframondi, San Lorenzello, San Salvatore Telesino, Solopaca, Telese Terme.

## Demografia
| Variação demográfica do município entre 1861 e 2011                               |
|                                                                                   |
| Fonte: Istituto Nazionale di Statistica (ISTAT) - Elaboração gráfica da Wikipedia |